# Cadillac Cimarron
La Cimarron è un'autovettura compact prodotta dalla Cadillac dal 1982 al 1988. Basata sul pianale J della General Motors, ne vennero prodotti 132.499 esemplari.

## Il contesto
Il primo tentativo della Cadillac di produrre un modello di vettura di dimensioni contenute fu la Seville (1975), che fu la risposta alla concorrenza dei modelli Mercedes-Benz. La Seville ebbe un successo relativo, ma le condizioni politiche ed economiche degli anni ottanta imposero il bisogno di un modello più piccolo. Un aspetto cruciale che influenzò la Cadillac in una scelta in questo senso, fu l'avvento della Corporate Average Fuel Economy, che penalizzava severamente i costruttori se l'autonomia dei loro modelli, in termini di consumo medio, fosse scesa al di sotto di un certo limite. Un altro fattore che spinse la Cadillac a lanciare un modello di piccole dimensioni, fu il successo dell'importazione dall'Europa, negli Stati Uniti, di vetture compact come la BMW Serie 3, la Saab 900, la Volvo 240 e l'Audi 80.

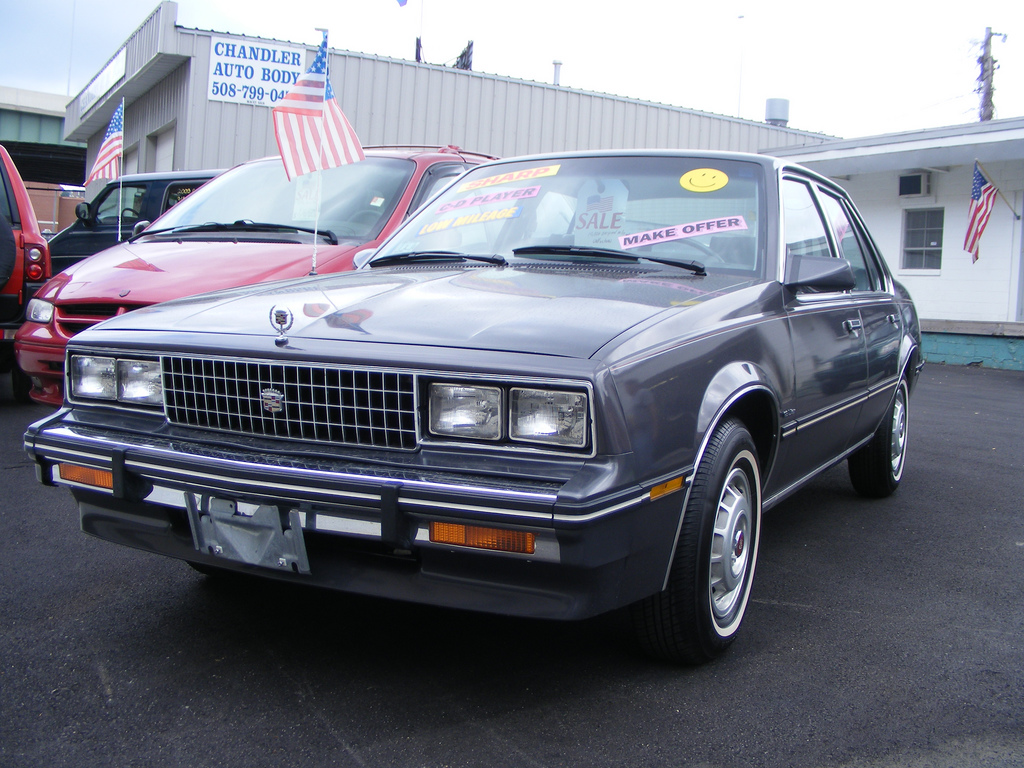
Una Cadillac Cimarron del 1981

Fin dal 1976, la General Motors stava sviluppando il pianale J, cioè una piattaforma per modelli economici, che era condiviso fra tutti i marchi automobilistici del gruppo. Le vetture che erano basate su questo pianale avevano lo stesso passo di 2.570 mm, le medesime sospensioni anteriori Mac Pherson e posteriori con barra di torsione, e gli stessi motori. La struttura del telaio e della carrozzeria era a monoscocca, con l'aggiunta di un telaietto ausiliario che sosteneva l'avantreno, il motore ed il cambio. La Cadillac inizialmente aveva intenzione di introdurre la Cimarron, che era basata sul pianale J, nella seconda parte degli anni ottanta, ma venne obbligata ad anticipare la produzione a seguito alle richieste insistenti dei concessionari. Il risultato fu un modello piccolo e lento, le cui origini economiche erano evidenti. Da un punto di vista tecnologico, la Cimarron era ben inferiore ai modelli di lusso importati contro cui avrebbe dovuto competere.

## La vettura
La Cimarron, introdotta il 21 maggio 1981, fu inizialmente pubblicizzata con lo slogan "Cimarron, by Cadillac" (cioè "Cimarron, costruita dalla Cadillac"). Questo slogan era simile a quelli utilizzati per il lancio di altre vetture Cadillac, come la Seville e la Eldorado. Il personale di vendita dei concessionari fu istruito dalla General Motors a non riferirsi al modello come una vettura Cadillac, e ad informare i clienti che la Cimarron non era, da un punto di vista tecnologico, una Cadillac. Questa strategia però fallì.
Aveva installato un motore a quattro cilindri in linea, che era non convenzionale per essere una Cadillac. Infatti, fu il primo motore con questa configurazione ad essere montato su un modello Cadillac dal 1914. Era disponibile con due cilindrate, 1,8 L e 2 L. Entrambi erano a valvole in testa. Anche il cambio, che era manuale a quattro rapporti, fu il primo organo di trasmissione a comando manuale ad essere installato su una vettura Cadillac dal 1953. Era disponibile come optional il cambio automatico Turbo-Hydramatic a tre rapporti. La Cimarron possedeva un equipaggiamento di alto livello, come l'aria condizionata, gli interni in pelle, i cerchioni in lega, gli specchietti retrovisori elettrici, lo sbrinatore del lunotto e la radio AM/FM. Ciò comportava un prezzo di 12.131 dollari, che era quasi il doppio di quello degli altri modelli costruiti sul pianale J della General Motors, i quali però avevano un equipaggiamento nettamente inferiore.
Il pubblico accolse freddamente la Cimarron. Il primo anno vennero venduti 25.968 esemplari, cioè circa un terzo delle aspettative. I clienti tradizionali Cadillac non apprezzarono le dimensioni ridotte, mentre le sue umili origini e la sua scarsa competitività fecero poco per attirare gli importatori dall'Europa. Il suo propulsore a quattro cilindri in linea fu criticato per la scarsa potenza ed il basso affinamento. Un motore V6 a 60° da 2,8 L di cilindrata diventò opzionale nel 1985 e fu installato di serie dal 1987.
Il propulsore era montato anteriormente, e la trazione era all’avantreno. La Cimarron è stata offerta con un solo tipo di carrozzeria, berlina quattro porte.

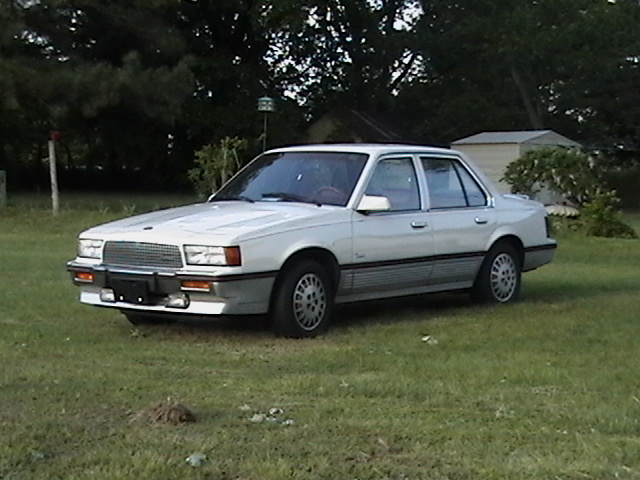
Una Cimarron del 1988

Anche se la Cimarron si evolse in una vettura più raffinata verso la fine della sua carriera, grazie a soluzioni stilistiche più consone ad una Cadillac, che la differenziavano da altri modelli basati sulla piattaforma J, i potenziali acquirenti si tennero lontani dal modello, che venne tolto di produzione nel 1988, anno in cui vennero assemblati solamente 6.454 esemplari. Il fallimento della Cimarron fu una parte di una serie di avvenimenti occorsi negli anni ottanta e novanta, che erosero la quota di mercato della Cadillac nel mercato statunitense dal 3,8% del 1979 al 2,2% del 1997.
La Cimarron è stata assemblata a Janesville, nel Wisconsin, ed a South Gate, in California.

## L'eredità della Cimarron
La Cimarron riuscì a compiere almeno una parte di ciò che la Cadillac avrebbe sperato. Dei primi acquirenti della Cimarron, quasi tre quarti non avevano mai posseduto un modello Cadillac. Il modello aiutò anche a far avvicinare alla Cadillac il pubblico giovane. L'età media degli acquirenti della Cimarron era infatti sotto i cinquant'anni. In ogni caso, un quarto dei vecchi clienti Cadillac non avrebbe più acquistato una vettura del marchio, indirizzando il loro acquisto verso modelli giapponesi come la Lexus LS 400.
Anche dopo alcuni anni il ritiro dal mercato, la fama della Cimarron rimase negativa.
La Cadillac Cimarron, con molti aggiornamenti stilistici che la distinguevano tra gli altri modelli di fascia economica, è citata come un esempio di ciò che non si deve fare quando si vuole creare un modello popolare con un marchio di lusso. Altri costruttori presentarono nel frattempo nuovi modelli di lusso di fascia inferiore, che ebbero però successo, in quanto avevano differenti contenuti sia stilistici che di marchio, rivestimenti interni di alta qualità, una vasta gamma di dotazioni per il comfort e motori potenti, vale a dire fattori che distinguevano tali modelli dalle vere vetture popolari. Alcuni esempi di tentativi riusciti sono stati la Lexus ES, l'Acura TL e l'Audi A3.